# 上坪駅
上坪駅（サンピョンえき）は、かつて大韓民国全羅北道群山市にあった鉄道庁沃溝線の駅である。

## 歴史
- 1955年8月1日：開業[1]。
- 1980年12月31日：廃止[2]。

## 隣の駅
鉄道庁
沃溝線 
群山駅 - 上坪駅 - 沃溝駅